# 沃尔施塔特 (莱茵兰-普法尔茨州)
沃尔施塔特（德語：Wörrstadt，發音：[ˈvœʁʃtat]）是德国莱茵兰-普法尔茨州阿尔蔡-沃尔姆斯县的城市，面积16.75平方千米，2023年12月31日人口为8,553人。